# Järfälla OK
Järfälla OK är en orienteringsklubb som bildades 1958 och har sin klubbstuga Granskog belägen på Järvafältet. Klubben har orienteringskartor över områden vid bland annat Järfälla kommun, Bro, Bålsta och Håbo-Tibble socken.
Bland tävlingsframgångarna märks exempelvis segrar i herrklassen i Tiomila 1968 och 1972. Järfälla OK är en av de regelbundna arrangörsklubbarna för 25-manna, oftast tillsammans med Väsby OK, som senast 2013.
Järfälla har under de senaste åren börjat satsa allt mer på ungdomsverksamheten och det har börjat ge resultat, som tre raka 5:e platser på Ungdomens 10Mila 2017-2019. Klubben har även vunnit Skogssportens Gynnares Silverkotte 2017 för sin fina ungdomsverksamhet.
Några av klubbens framgångsrika orienterare är Lars Palmqvist som blivit svensk mästare fyra gånger, och Kristin Löfgren som bland annat tagit två silver i juniorklassen på SM i orientering.

## Meriter
- Segrare Tiomila: 1968, 1972[2]
- Segrare Tiomila (ungdomskavlen): 1998
- Segrare 25manna: 1977, 1978, 1979, 1984, 1986
- Segrare Ungdomsserien i Stockholm 2018

## Framgångsrika löpare
- Annika Billstam
- Hasse Holmberg
- Kristin Löfgren
- Ingrid Ohlsson
- Anders Erik Olsson
- Lars Palmqvist
- Sören Runesson